# Südwestrundfunk
Юго-Западное радио (нем. Südwestrundfunk, SWR) — некоммерческое государственное учреждение с правом самоуправления, существующее с 1998 года.

## Телевещательная деятельность учреждения
Учреждение ведёт или вело:
- с момента его основания — вещание по немецкой 1-й телепрограмме[10] в Германии (телепрограмме «Даз Эрсте» («Das Erste»)) (совместно с вещательными организациями других земель);
- с момента его основания — вещание по юго-западно-германской 3-й телепрограмме в землях Баден-Вюртемберг и Рейнланд-Пфальц (телепрограмме «СВР Фернзеен» («SWR Fernsehen»));
- с момента его основания — вещание по международной[11] телепрограмме «3 Зат» («3sat») (совместно с вещательными организациями других земель, Вторым германским телевидением и Швейцарским обществом радиовещания и телевидения);
- с момента его основания — вещание по международной телепрограмме «Арте» («Arte») (совместно с вещательными организациями других земель, Вторым германским телевидением, компанией «Арте Франс» и группой экономических интересов «Арте»);
- с момента его основания — вещание по немецкой информационной телепрограмме «Тагессшау 24» («tagesschau24») (совместно с вещательными организациями других земель), до 30 апреля 2012 года называвшейся «АнйсЭстра» (EinsExtra);
- с момента его основания — вещание по немецкой молодёжной телепрограмме «Ван» («One») (совместно с вещательными организациями других земель), до 3 сентября 2016 года называвшейся «АйнсФестиваль» (EinsFestival);
- с момента его основания — вещание по немецкой детской телепрограмме «КИКА» («KiKA») (совместно с вещательными организациями других земель и Вторым германским телевидением);
- с момента его основания — вещание по немецкой парламентской телепрограмме «Феникс» («Phoenix») (совместно с вещательными организациями других земель и Вторым германским телевидением);
- Телетекст баден-вюртембергской и рейнланд-пфальцской 3-й программе «СВР-Текст» («SWR-Text»);
- Поставку материалов для телетекста 1-й программы.

## Радиовещательная деятельность учреждения
Учреждение ведёт или вело:
- с момента его основания — вещание по баден-вюртембергской 1-й (информационной, общественно-политической и художественной) радиопрограмме (радиопрограмме «СВР 1 Баден-Вюртемберг» (SWR1 Baden-Würtemberg)), звучащей на ультракоротких волнах;
- с момента его основания — вещание по рейнланд-пфальцской 1-й (информационной, общественно-политической и художественной) радиопрограмме (радиопрограмме «СВР 1 Рейнланд-Пфальц» (SWR1 Rheinland-Pfalz)), звучащей на ультракоротких волнах;
- с момента его основания — вещание по юго-западно-германской 2-й (информационной и художественной) радиопрограмме (радиопрограмме «СВР 2» (SWR2)), звучащей на ультракоротких волнах;
- с момента его основания — вещание по юго-западно-германской 3-й (информационно-музыкальной) радиопрограмме (радиопрограмме «СВР 3» (SWR3)), звучащей на ультракоротких волнах;
- с момента его основания - вещание по юго-западно-германской 4-й (музыкальной) радиопрограмме (СВР 4 (SWR4), звучащей на ультракоротких волнах;
- с момента его основания - утренние и дневные передачи по юго-западно-германской 4-й радиопрограмме («СВР 4 Баден-Вюртемберг» (SWR4 Baden-Württemberg));
- с момента его основания - утренние и дневные передачи по юго-западно-германской 4-й радиопрограмме («СВР 4 Рейнланд-Пфальц» (SWR4 Rheinland-Pfalz));
- с момента его основания - вещание по юго-западно-германской молодёжной радиопрограмме (радиопрограмме «Даздинг» (Dasding)), звучащей в их крупных городах на ультракоротких волнах;
- с 1 июня 2002 года - вещание по юго-западно-германской информационной радиопрограмме (радиопрограмме «СВР Инфо» (SWRinfo), до 9 января 2012 года «СВР конт.ра» (SWR cont.ra)), звучащей в их крупных городах на ультракоротких волнах, до 8 января 2012 года во всех их населённых пунктах на средних волнах, с мая до 2010 до 1 июля 2011 года по системе «ДРМ»;
- С 2011 года - ночные передачи («АРД-Попнахт» («ARD-Popnacht»)) по программам «НДР 2» (северо-германской 2-й программе), «ХР 3» (гессенской 3-й программе), «СВР 3» (юго-западно-германской 3-й программе), «МДР Джамп» (центрально-германской 3-й программе), кроме новостей на «НДР 2», которые передавались самим Северо-Германским радио;
- В 1985-2011 гг. - ночные передачи при еженедельном чередовании с вещательными организациями других земель по ряду земельных «поп-музыкальных» программ, первоначально было двухчасовой.

## Деятельность учреждения в Интернете
Учреждение ведёт в Интернете:
- Сайт «swr.de»;
- Сайт «функ.нет»;
- Сайт «ard.de» (кроме разделов «Новости», «Спорт», «Экономика»);
- Страницы «SWR» и «SWR Doku» на сайте «youtube.com»;
- Страницу «АРД» на сайте «youtube.com»;
- Страница «АРД» на сайте «facebook.com»;
- Страница «SWR» на сайте «twitter.com»;
- Страница «АРД» на сайте «twitter.com».

Учреждение поставляет материалы для:
- Ведения страницы «Новости» сайта «ард.де»;
- Ведения сайта «тагессшау.де»;
- С 30 сентября 2016 года для ведения сайта
- Ведения страницы «Тагесшау» на сайте «youtube.com»;
- Ведения страницы «Тагесшау» на сайте «facebook.com»;
- Ведения страницы «Тагесшау» на сайте «twitter.com».

## Учредители
Учредителями организации являются земли Германии Баден-Вюртемберг и Рейнланд-Пфальц.

## Руководство
Руководство учреждением осуществляют:
- Совет Юго-Западного радио (SWR-Rundfunkrat), 8 членов которого избираются ландтагом Баден-Вюртемберга, 4 - ландтагом Рейнланд-Пфальца, 3 - правительствами Баден-Вюртемберга и Рейнланд-Пфальца, один из которых является статс-секретарём по делам печати правительства Баден-Вюртемберга, 58 - массовыми организациями[12];
- Правление (Verwaltungsrat), назначавшееся Советом Юго-Западного радио;
- директор  (Intendant), назначавшийся Советом Юго-Западного радио;

## Подразделения
- Административная дирекция (Verwaltungsdirektion)
  - Отдел кадров
  - Отдел капитального строительства
  - Бухгалтерия
  - Архив
- Программная дирекция культуры (Programmdirektion Kultur)
  - Отдел культуры, образовательных программ и SWR 2
  - Отдел SWR 3
  - SWR.Online
  - Симфонический оркестр SWR (SWR Symphonieorchester)
  - Вокальный ансамбль SWR (SWR Vokalensemble Stuttgart)
  - Биг Бэнд SWR (SWR Big Band).
- Программная дирекция информации (Programmdirektion Information)
  - Отдел планирования (Programm-Management)
  - Отдел новостей
  - Отдел развлекательных программ
  - Отдел спорта
- Земельное радио Рейнланд-Пфальца (Landessender Rheinland-Pfalz)
- Земельное радио Баден-Вюртемберга (Landessender Baden-Württemberg)[13]
- Заграничные студии в:
  - Вашингтоне (совместная с BR, hr, NDR, WDR, rbb, MDR)
  - Женеве
  - Мадриде (совместная с hr)
  - Шанхае (совместная с MDR)
  - Стамбуле (совместная с BR)
  - Мехико
  - Рио-де-Жанейро
  - Каир (совместная с WDR)
  - Йоханнесбурге
- Дирекция техники и продукции (Direktion Technik und Produktion)
  - Отдел планирования
  - Отдел студийного производства (Studioproduktion und Playout) - осуществляет техническую часть подготовки телепрограмм
  - Отдел внестудийного производства (Außenproduktion und Aufnahme) - осуществляет техническую часть подготовки внестудийных телепрограмм
  - Отдел IT, медиатехники и распространения программ (IT, Medientechnik und Programmverbreitung) - осуществляет техническую часть выпуска телепрограмм и их распространение посредством радиоволн
- На правах подразделений Центрально-Германского радио действуют часть местных бюро организации по сбору абонемента «АРД ЦДФ Дойчландрадио Байтрагссервис» (ARD ZDF Deutschlandradio Beitragsservice) расположенные на территории земель Баден-Вюртемберг и Рейнланд-Пфальц.

## Финансирование
Учреждение финансируется Рабочим сообществом государственных телецентров:
- в среднем на 86%[14] - за счёт абонемента (Rundfunkgebühr), собираемого со всех немецких граждан и иностранцев, постоянно-проживающих на территории Германии владеющими радиоприёмниками и (или) телевизорами;
- в среднем на 2%[14] - за счёт продажи рекламного времени в 1-й телепрограмме компанией «АРД Медиа» и рекламного времени в радиопрограммах учреждения компанией «АС энд С Радио»;
- в среднем на 12%[14] за счёт:
  -     - продажи компанией «Дегето-Фильм» другим телеорганизациям прав на разовый показ фильмов, телефильмов и телесериалов правами она обладает учреждения (как правило снятых по его заказу), издания их на видеоносителях, выдачи лицензий на производство по их мотивам других художественных произведений (сиквелов, приквелов, римейков, новеллизаций, комиксных адаптаций);

  - за счёт продажи другим других радиоорганизациям прав на создание радиоспектаклей и радиосериалов по мотивам радиоспектаклей и радиосериалов поставленных учреждением, издания их на аудионосителях, продажи лицензий на создание по их мотивам других художественных произведений (экранизаций, новеллизаций, театральных адаптаций);
  - издания на аудионосителях концертов его оркестра, хора и биг-бэнда.

## Профсоюзы
Работники Юго-Западного вещания образуют в производственный союз Объединённого профсоюза работников сферы услуг (ver.di Betriebsverband des SWR).

## Членство
Учреждение является членом международной организации «Европейский союз радиовещания».

## Активы
- программный радиотелецентр в Штутгарте (Funkhaus Stuttgart);
- земельные программные радиотелецентры в Баден-Бадене и Майнце;
- авторские права на телефильмы и часть фильмов и телесериалов, снятых как правило снятых по заказу компании «Дегето-Фильм» переданного в свою очередь от учреждения, включая удалённые из них сцены и черновики их сценариев;
- авторские права на радиоспектакли и радиоспектакли, поставленные учреждением, включая удалённые из них сцены и черновики их сценариев;
- (Баден-Вюртемберг)
  - (Округ Штутгарт)
    - Передатчик Аалена (Sender Aalen) (с 1951 года) - охватывал вещанием восток округа, включая город Аален
    - Передатчик Бад-Мергетхайма (Sender Bad Mergentheim) (c 2000 года) - охватывал вещанием север округа
    - Штутгартская телевизионная башня (Stuttgarter Fernsehturm) (с 1965 года) - охватывал вещанием юг округа (Штутгарт и др.)
    - Телевизионная башня Вальденбурга (Fernsehturm Waldenburg) (с 1959 года) - охватывал вещание запад округа (включая город Хайльбронн)
    - Передатчик Вайнсберга (Sender Weinsberg) (с 1976 года) - охватывал вещанием центр округа

  - (Округ Фрайбург)
    - Передатчик Фельдберга (Sender Feldberg) (с 1955 года) - охватывает вещанием центр округа
    - Передатчик Фрайбурга (Sender Freiburg-Lehen) (с 1945 года) - охватывает вещанием запад округа (Фрайбург и др.)
    - Передатчик Хорнисгринде (Sender Hornisgrinde) (с 1972 года, более ранний с 1951 года) - охватывает вещанием север округа (Оффенбург и др.)
    - Передатчик Ванненберг (Sender Wannenberg) (с 1955 года) - охватывает вещанием юг округа
    - Передатчик Виттхоха (Sender Witthoh) (с 1986 года) - охватывает вещанием восток округа

  - (Округ Карлсруе)
    - Телекоммуникационная башня Хайдельберга (Fernsehturm Heidelberg) (с 1958 года)

  - (Округ Тюбинген)
    - Передатчик Райхберга (Sender Raichberg) (с 1971 года, более ранний с 1971 года) - охватывает вещанием запад округа (Тюбинген и др.)
    - Передатчик Ульма (Sender Ulm-Kuhberg) (с 1960 года) - охватывает вещанием восток округа (Ульм и др.)
- (Рейнланд-Пфальц)
  - (бывший Округ Рейнгессен-Пфальц)
    - Передатчик Доннерсберга (Sender Donnersberg) (с 1961 года) - охватывает вещанием центр округа
    - Передатчик Кетриххофа (Sender Kettrichhof) (с 1985 года) - охватывает вещанием в юг округа
    - Передатчик Майнца (Sender Mainz-Kastel) (с 2013 года, более ранний с 1984 года) - охватывает вещанием восток округа
    - Передатчик Вайнбита (Sender Weinbiet) (с 2006, более ранний с 1953 года) - охватывает вещанием центр округа

  - (бывший Округ Трир)
    - Передатчик Айфеля (Sender Eifel) (с 1985 года) - охватывает вещанием север округа
    - Передатчик Хаардкопфа (Sender Haardtkopf) (с 1952 года) - охватывает вещанием юг округа
    - Передатчик Саарбурга (Sender Saarburg) (с 1986 года, более ранний с 1960-х гг.) - охватывает вещанием юго-запад округа
    - Передатчик Трира (Sender Trier) (с 1958 года) - охватывает вещанием запад округа (Трир и др.)

  - (бывший Округ Кобленц)
    - Передатчик Кобленца (Sender Koblenz) (с 1964 года) - охватывает вещанием центр округа
    - Передатчик Бад-Кройцнаха (Sender Bad Kreuznach-Kauzenburg) - охватывает вещание восток округа
    - Передатчик Линца (Sender Linz am Rhein) (с 1955 года) - охватывает вещанием север округа
    - Передатчик Наеталь (Sender Nahetal) - охватывает вещанием юг округа[15][16]
- 100% капитала общества с ограниченной ответственностью «СВР Медиа Сервисес» (SWR Media Services GmbH) - организация осуществляющая продажу рекламного времени между телепередачами и радиопередачами передаваемыми WDR, заказ производства телефильмов и телесериалов, продажу их другим телеорганизациям, заказ их записи на лазерные диски, лицензирования создания художественных произведений (книг, фильмов) по их мотивам, является участником следующих обществ с ограниченной ответственностью:
  - «Дегето Фильм» (Degeto Film GmbH);
  - «Бавария Фильм» (Bavaria Film GmbH) (прочие участники - Западно-Германское радио, Центрально-Германское радио, Баварское радио и Общество по управлению активами Свободного государства Бавария) - киностудия;
  - «АРД Медиа» (ARD Media GmbH).

## Теле- и радиопередачи
Передачи телепрограммы «Даз Эрсте»
- Репортажи из заграницы выпусков новостей «Тагессшау» и телегазет «Тагестемен» и «Нахтмагацин»;
- Репортажи из заграницы спортивного тележурнала «Шпортшау»;
- Репортажи из заграницы ежедневного тележурнала «АРД-Моргенмагацин»;
- Репортажи из заграницы ежедневного тележурнала «АРД-Миттагсмагацин»;
- «Репорт Майнц» (Report Mainz) - общественно-политический тележурнал, еженедельно чередуется с общественно-политическими журналами Центрально-Германского радио («ФАКТ») и Баварского радио («Репорт Мюнхен»);
- «Вельтшпигель» («Weltspiegel») - международный тележурнал, выпускается по очереди при еженедельном чередовании с Западно-Германским радио, Северо-Германским радио и Баварским радио
- «Плюсминус» (plusminus) - еженедельный тележурнал об экономике выпускается по очереди с Баварским радио, Гессенским радио, Саарландским радио, Западно-Германским радио, Северо-Германским радио и Центрально-Германским радио;
- «АРД-Буффет» (ARD-Buffet) - ежедневный тележурнал;
- Tigerenten Club - детская программа
- Immer wieder sonntags - музыкальная программа (производство Kimmig Entertainment по заказу SWR)

Передачи телепрограммы «СВР Фернзеен»
- Landesschau Baden-Württemberg - информационная программа для Баден-Вюртемберга, ведётся журналистами
- Landesschau Rheinland-Pfalz - информационная программа для Рейнланд-Пфальца, ведётся журналистами
- Tagesschau - информационная программа телеканала Das Erste
- SWR Aktuell - 5-минутные короткие новости 16.00, 17.00, 18.00 и 21.45-22.00
- SWR Aktuell - получасовая информационная программа в 19.30, ведётся дикторами и журналистами, повтор в 06.00-06.30
- Guten Morgen Baden-Württemberg - утренняя программа SWR1 Baden-Würtemberg
- Der Nachmittag - дневная программа SWR1 Baden-Würtemberg

Передачи радиопрограммы «СВР1 Баден-Вюртемберг»
- Известия на SWR1 Baden-Würtemberg
- Guten Morgen Rheinland-Pfalz - утренняя программа SWR1 Rheinland-Pfalz в 05.00-09.00
- Der Vormittag - дневная программа SWR1 Rheinland-Pfalz в 09.00-12.00
- Aktuell um 12 - информационная программа SWR1 Rheinland-Pfalz в 12.00-13.00
- Der Nachmittag - послеобеденная программа SWR1 Rheinland-Pfalz в 13.00-16.00
- Der Tag in Rheinland-Pfalz - информационная программа SWR1 Rheinland-Pfalz в 16.00-20.00
- Der Abend - вечерняя программа SWR1 Rheinland-Pfalz в 20.00-00.00

Передачи радиопрограммы «СВР1 Рейнланд-Пфальц»
- Известия на SWR1 Rheinland-Pfalz
- Guten Morgen Baden-Württemberg - утренняя программа SWR1 Baden-Würtemberg в 05.00-09.00
- Leute - дневная программа SWR1 Baden-Würtemberg в 10.00-12.00
- Aktuell um 12 - информационная программа SWR1 Baden-Würtemberg в 12.00-13.00
- Der Nachmittag - послеобеденная программа SWR1 Baden-Würtemberg в 13.00-16.00
- Der Tag in Baden-Württemberg - информационная программа SWR1 Baden-Würtemberg в 16.00-20.00
- Der Abend - вечерняя программа SWR1 Baden-Würtemberg в 20.00-00.00

Передачи радиопрограммы «СВР 2»
- Известия на SWR2 несколько раз в день
- SWR2 am Morgen - утренняя программа SWR 2
- SWR2-Aktuell - информационная программа SWR 2
- ARD-Nachtkonzert - ночная программа SWR 2, совместное производство c BR, hr, SWR, WDR, SR, RB, NDR, RBB, MDR

Передачи радиопрограммы «СВР 3»
- ARD-Popnacht - ночная программа SWR 3, совместное производство c BR, hr, SWR, WDR, SR, RB, NDR, RBB, MDR

Передачи радиопрограммы «СВР 4»
- ARD-Hitnacht - ночная программа SWR 4, совместное производство c BR, hr, SWR, WDR, SR, RB, NDR, RBB, MDR
- SWR4 Am Morgen - утренняя программа SWR 4
- SWR4 Am Vormittag - дневная программа SWR 4
- SWR4 Aktuell um Zwölf и SWR4 Aktuell um Fünf - информационная программа SWR 4
- SWR4 Am Nachmittag - послеобеденная программа SWR 4
- SWR4 Am Abend - вечерняя программа SWR 4

Программы SWRinfo
- ARD-Infonacht - ночная программа SWRinfo, совместное производство c BR, hr, WDR, SR, RB, NDR, RBB, MDR

## Цифровое вещание SWR

### Цифровое телевидение SWR
Эфирное:
- Региональный мультиплекс ARD в Баден-Вюртемемберге включает в себя SWR Ferhsehen, BR Fernsehen, hr fernsehen, WDR Fernsehen[17]

Спутниковое:
- Транспондер 11494 Гц (спутник Astra 1N) - Das Erste HD, Arte HD, SWR Fernsehen HD
- Транспондер 11836 Гц (спутник Astra 1N) - Das Erste, BR Fernsehen, hr fernsehen, WDR Fernsehen, SWR Fernsehen[18]
- Транспондер 12110 Гц (спутник Astra 1M) - RBB Fernsehen, NDR Fernsehen, MDR Fernsehen, SWR Fernsehen
- Транспондер 12266 Гц (спутник Astra 1M) - SWR 1 Baden-Wuertemberg, SWR 1 Rheinland-Pfalz, SWR 2, SWR 3, SWR 4, Das Ding, SWR Aktuell и другие немецкие региональные общественные телеканалы, а также BR Alpha и SR Fernsehen[19]

### Цифровое радио SWR
Эфирное:
- Мультиплекс 9D включает в себя SWR 1, SWR 2, SWR 3, SWR 4, SWRinfo, Dasding[20]